# 卡德里納 (市鎮)
卡德里纳是爱沙尼亚西維魯縣的一个乡村型市镇。行政中心为卡德里纳。市镇面积为354平方公里，2021年时人口数量为4,832人。

## 行政管理
卡德里纳市镇包括两个小镇和39个村庄。